# Burckhard Alexius Constantin von Krüdener
Burckhard Alexius Constantin von Krüdener (russisch: Алексей Иванович Криденер, * 12. September 1746 in Livland; † 14. Juni 1802 in Berlin) war ein russischer Diplomat.

## Leben

### Familie
Er war Angehöriger des deutsch-baltischen Adelsgeschlecht von Krüdener. Seine Eltern waren der schwedische Oberstleutnant und livländische Landrat Valentin von Krüdener und die Margaretha Dorothea Gertruda von Trautvetter a.d.H. Ramkau.
Seine erste Frau, eine Engländerin, hinterließ ihm die gemeinsame Tochter Sophie. Am 25. August 1777 vermählte er sich in Neu Peblag, Livland erneut, mit Eva Maria Schick. Wie die erste Ehe endete auch diese Verbindung mit einer Scheidung. Am 29. September 1782 heiratete er in Riga Juliane von Vietinghoff. Aus dieser Ehe gingen am 31. Januar 1784 der Sohn Paul Alexander von Krüdener, benannt nach Großherzog Paul, und 1787 die Tochter Juliette hervor.
Krüdener besaß bis 1784 die livländischen Güter Kussen und Lubey.

### Laufbahn
Krüdener studierte zunächst 1764 in Leipzig und trat anschließend in den auswärtigen Dienst des russischen Kaiserreichs. 1771 war er Übersetzer, erst in Madrid, anschließend in Warschau. 1772 wurde er Legationssekretär und 1775 schließlich Legationsrat. 1779 war Krüdener zum Vizepräsidenten des Justizkollegiums der Liv- und Estländischen Sachen ausersehen, wurde jedoch nicht in diese Stellung eingesetzt. Stattdessen wirkte er von 1779 bis 1784 als Minister in Mitau. Katharina II. von Russland ernannte Krüdener zum Botschafter in Venedig. 1785 wurde er Gesandter am bayerischen Hof in München, 1787 bis 1794 wirkte er in gleicher Stellung am dänischen Hof in Kopenhagen und von 1794 bis 1797 erneut am spanischen Hof in Madrid.
Als Katharina II. am 17. November 1796 in Sankt Petersburg starb, wurde Großherzog Paul als Paul I. Zar von Russland. Krüdener wurde im Jahr der Thronbesteigung Wirklicher Staatsrat. Ab dem Jahr 1800 bis zu seinem Tode diente er dem Zaren als Geheimer Rat und Gesandter am preußischen Hof von König Friedrich Wilhelm III. in Berlin.
Burckhard Alexius Constantin von Krüdener starb 1802 im Alter von 55 Jahren in Berlin. Laut der Autobiographie Karl Robert Graf Nesselrodes erlag er einem Schlaganfall bei einem Spaziergang Unter den Linden. Krüdener wurde auf dem Kirchhof an der Dorotheenstädtischen Kirche beigesetzt. Das Grabmal ging spätestens bei der Einebnung von Kirche und Kirchhof im Jahr 1965 verloren.

## Trivia
Helena Pawlowna Romanowa, die Tochter des Zaren Paul I., besuchte mit ihrem Mann Friedrich Ludwig zu Mecklenburg vom 27. Januar bis zum 19. März 1801 den Karneval in Berlin. In der russischen Botschaft wurde ihr Geburtstag gefeiert, worüber die Vossische Zeitung vom 19. Februar 1801 berichtete:

„Das Fest, welches der Russisch Kaiserl. Gesandte, Herr Baron v. Krüdener, am 12. d. der Tochter seines Monarchen zu Ehren gab, war von einer Quadrille von 12 Paar in Griechischen Kostüm gekleidete Tänzern mit einem Charaktertanz eröffnet, … und von passenden Französischen Chören unterbrochen war. Die Musik dazu, vom Herrn Kapellmeister Righini, fand so großen Beifall, daß sie gegen Endigung der Feierlichkeit wiederholt werden mußte.“